# Buchnera tenella
Buchnera tenella är en snyltrotsväxtart som beskrevs av Robert Brown. Buchnera tenella ingår i släktet Buchnera och familjen snyltrotsväxter. Inga underarter finns listade i Catalogue of Life.